# Pharmareferent
Pharmareferent ist eine Berufsbezeichnung in Deutschland und Österreich. In Deutschland bezeichnet Geprüfter Pharmareferent den Abschluss eines Fortbildungsgangs, der zur Tätigkeit als Pharmareferent befähigt. Pharmaberater müssen in Deutschland dagegen einen naturwissenschaftlichen Abschluss haben nach § 75 AMG und brauchen die Pharmaprüfung nicht zu absolvieren. Zudem gibt es das Berufsbild Medical Science Liaison, für das es keine einheitlich festgelegte Ausbildung gibt (kein Ausbildungsberuf), das aber in der Regel einen Studienabschluss im Bereich Medizin oder Pharmazie erfordert. Anders als Pharmareferenten bewerben Medical Science Liaison Manager neue Medizinprodukte bereits im Vorfeld der Markteinführung, während der Produktentwicklung.

## Deutschland

### Aufgabe und Befähigung
Die Aufgaben des Pharmareferenten bestehen darin
- für die Produkte einer Pharmafirma zu werben,
- Angehörige von Heilberufen fachlich, kritisch und vollständig über Arzneimittel unter Beachtung der geltenden Rechtsvorschriften zu informieren,
- Mitteilungen von Angehörigen der Heilberufe über unerwünschte Arzneimittelwirkungen und Gegenanzeigen oder sonstige Risiken bei Arzneimitteln oder über Einnahmeprobleme der Therapeutika zu dokumentieren, schriftlich aufzuzeichnen und dem Auftraggeber zu übermitteln. Diese Unterlagen gehören ihm. Er muss im Zweifelsfall gegenüber den Behörden Nachweis führen. Er haftet allein rechtlich bei Unterlassung.

Dazu gehört die Befähigung, biologische, biochemische und molekularbiologische Zusammenhänge sowie die klinischen Grundlagen von Krankheitsbildern zu beschreiben, Krankheitsverläufe mit Pharmakotherapien zu verknüpfen, Wirkungen von Arzneimittel und Anwendungsempfehlungen zu erläutern, Beratungsgespräche zu führen und Marketinginstrumente einzusetzen.

### Aus- und Fortbildung
Die Ausbildung erfolgt in Pharmaunternehmen oder privaten Pharmaschulen immer in Zusammenarbeit mit der örtlichen IHK. Die Ausbildung ist bundeseinheitlich in der PharmRefPrV geregelt.
Insgesamt soll die Ausbildung 1000 Unterrichtsstunden umfassen, die sich wie folgt aufteilen:
- Naturwissenschaftliche und medizinische Grundlagen (250 Unterrichtsstunden)
- Pharmakologie, Pharmakotherapie und Krankheitsbilder (420 Unterrichtsstunden)
- Arzneimittelrecht, Gesundheitsmanagement und -ökonomie (180 Unterrichtsstunden)
- Kommunikation, Pharmamarkt, Pharmamarketing (150 Unterrichtsstunden)

Ohne den oben beschriebenen Lehrgang kann die Prüfung zum Geprüften Pharmareferenten auch ablegen, wer eine Ausbildung in einem anerkannten medizinischen, naturwissenschaftlichen, heilberuflichen oder kaufmännischen Ausbildungsberuf absolviert hat und zwei Jahre Berufserfahrung vorweisen kann, zum Beispiel als Pharmazeutisch-kaufmännischer Angestellter (PKA).

## Österreich
In Österreich darf nach § 72 Arzneimittelgesetz die Tätigkeit eines Pharmareferenten „nur von Personen ausgeübt werden, die
1. ein Universitätsstudium aus den Studienrichtungen Humanmedizin, Zahnmedizin, Veterinärmedizin oder Pharmazie in Österreich oder in einer anderen Vertragspartei des Abkommens über den Europäischen Wirtschaftsraum oder in der Schweizerischen Eidgenossenschaft erfolgreich abgeschlossen haben oder die Qualifikation einer sachkundigen Person aufweisen,
2. durch eine Prüfung nachgewiesen haben, dass ihre Berufsvorbildung im Hinblick auf die Tätigkeit eines Pharmareferenten der Berufsvorbildung gemäß Z 1 gleichzuhalten ist.“

### Prüfung
In Österreich müssen also Personen, die kein entsprechendes Studium nachweisen können, am Bundesministerium für Gesundheit vor einer Prüfungskommission die Pharmareferentenprüfung ablegen. Zur Prüfung dürfen nur Personen antreten, die zum Besuch einer österreichischen Universität als ordentliche Hörer berechtigt sind oder eine Berufsberechtigung im gehobenen Dienst für Gesundheits- und Krankenpflege aufweisen. Die praktische Durchführung der Prüfung wurde per Verordnung vom Bundesministerium für Gesundheit über den Fachverband der chemischen Industrie Österreichs in der Wirtschaftskammer Österreich auf einen Verein, die Pharmig, übertragen.
Für den Prüfungsantritt ist es im Gegensatz zu Deutschland nicht notwendig, einen Ausbildungsnachweis zu erbringen. Es gibt jedoch einige Unternehmen, die einen Workshop oder Wochenendseminare anbieten, um auf die Prüfung vorzubereiten.

## Belege
1. ↑  Medical Science Liaison – Ausbildung, Voraussetzungen, Stellen.